# Blixten & Co
Blixten & Co är ett svenskt liveunderhållningsbolag som producerar konserter, föreställningar och musikaler för fasta scener och turnéer i Skandinavien. Dessutom är företaget agentur åt ett sjuttiotal artister och medieprofiler. 
Blixten & Co grundades 2006 och har sedan starten ansvarat för turnéproduktionen av Melodifestivalen  och har bland annat producerat humorföreställningen "Ljust & Fräscht" (2010) med Fredrik Lindström och Henrik Schyffert, den moderna dansföreställningen "Svansjön" (2011) av Fredrik Rydman och nyversionen av musikalen "Spök" som sattes upp hösten 2013.